# Walter Wegmüller
Walter Wegmüller (* 25. Februar 1937 in Bern; † 26. März 2020 ebenda) war ein Schweizer Künstler.

## Leben und Werk
Als Kind einer jenischen Mutter wuchs Wegmüller als Verdingkind im Kanton Bern auf. Nach Ausbildungen in Basel, Bern, Paris und London begann er seine künstlerische Karriere in Bern. In Bern arbeitete er u. a. mit Sergius Golowin zusammen und war 1969 Mitorganisator des Kunstfests der verlausten Vögel. Obwohl er schon 1961 an der Biennale in Tokyo ausstellen konnte, erlangte er vor allem ab 1974 mit der Publikation seines Zigeuner-Tarot international breite Beachtung. In Basel war er Mitbegründer der Künstlergruppe Farnsburggruppe. Neben der Malerei und plastischen Arbeiten beschäftigte sich Walter Wegmüller immer auch mit dem ganzen Spektrum der Kunst, war auch an mehreren Filmen (u. a. mit J. J. Wittmer) beteiligt und erarbeitete Gemeinschaftswerke und -ausstellungen mit Claude Sandoz und H.R. Giger.
In den Jahren 1972 und 1973 machte er einen Ausflug in die Musik. Wegmüller war beteiligt an den Aufnahmen zur Ash-Ra-Tempel-LP Seven Up mit Timothy Leary, Sergius Golowin, Dieter Burmeister und Brian Barrit. Im Anschluss nahm er für das Label Kosmische Kuriere die Langspielplatte Tarot auf, kosmische Musik mit Manuel Göttsching, Harald Grosskopf, Klaus Schulze und Walter Westrupp. Im Jahr 1996 erschien die Swatch-Uhr Oracolo, die von Walter Wegmüller gestaltet wurde.
In den 1970er-Jahren war er Mitbegründer, Aktivist und zeitweiliger Präsident der Radgenossenschaft der Landstrasse, Dachorganisation der Schweizer Jenischen und Roma. 2007 nahm er an der Tagung jenischer Kulturschaffender des Vereins schäft qwant teil. Wegmüller selbst war ein Heim- und Verdingkind und wurde im Rahmen der „Aktion Kinder der Landstrasse“ der Familie weggenommen als „ein Rom-Kind aus dem Stamm der Kalderasch“.

## Werke (Auswahl)
- 1968 vier Kunstfilme mit J.J. Wittmer
- 1968 Psychosack und Stockwiese, Film
- 1968 Tagtraum, 4 Bilder
- 1968–1974 Zigeuner Tarot, 78 Bilder
- 1970 Reiseweg, 7 Bilder
- 1973 Tagtraum: Gemeinschaftswerk mit Claude Sandoz und H.R. Giger
- 1973 TAROT (Krautrock-LP) mit Manuel Göttsching, Klaus Schulze, Hartmut Enke, Harald Grosskopf, Jürgen Dollase, Jerry Berkers, Walter Westrupp[5]
- 1974 Film: Tagtraum
- 1978–1983 Neuzeit-Tarot, 78 Bilder
- 1996 Oracolo: Design Swatch-Uhr

## Preise und Auszeichnungen
- 1951 München Max Beckmann-Preis
- 1971 Kunstpreis des Kantons Solothurn, Lithografie
- 1973 Landis und Gyr Förderpreis
- 1990 Wilhelm Grimmi-Preis
- 1992 Preis der Stiftung für Kultur und Wissenschaft UBS